# マナド
座標: 北緯1度30分 東経124度40分 / 北緯1.500度 東経124.667度
マナド（インドネシア語：Kota Manado）は、インドネシアのスラウェシ島のミナハサ半島最北端に位置する、北スラウェシ州の州都である。メナド（Menado）とも表記される。マカッサルに次ぐスラウェシ島第二の都市である。

## 地理
西はスラウェシ海のマナド湾に面し、海岸線の長さは18.7km。北部には、島嶼サンギヘ県（サンゲル島）インドネシア、フィリピンの国境に接するタラウド、そしてミナハサ県とマンテハゲ海峡に面し、東部と南部はミナハサ県に接する。マナド周辺の主要都市はトモホン市、ビトゥン市、アムラン市。
マナド市の水域にはブナケン島、シラデン島（マナド港から20分)、マナドトゥア島（マナド港から45分)、マンテハゲ島（マナド港から50分)がある。マナド港から各島にボートが運行。ブナケン島はブナケン海洋国立公園に指定されている。マナドトゥア島の最高地点は標高800メートルのマナドトゥア山である。マナド湾の一番浅い地点は水深2-3メートル、大陸斜面の深さは2000メートル。
ビトゥン市はマナドから東へ約50Kmの東海岸に位置する港町。昭和初期には数件の土着民が点在する小さな部落様であったが、日本人の大岩勇（愛知、豊浜出身）が興した東インド水産が、造船、漁業により就労の場を作り町を形成した。沖縄、伊平屋伊是名島からの漁民が多く戦前から定住して、家庭を持っていたが終戦で帰国、残された日系人が存在する。古くから日本人による漁法、鰹節の製法の教与により、現在も多くは焼津、枕崎へ輸出されている。なお、現在でも民間人日本兵士の遺児がいるが、日本政府による調査は行われていない。
現在は日本からのODAによるコンテナ埠頭の完成により北スラウェシ州への貨物、人の往来の玄関口となっている。

### 気候
気候は一年を通して涼しい。平均気温は24°Cから27°Cの間。年間降水量は3.187 mm。降水量は統計上は1月が最も多く、8月が最も少ない。平均湿度84%。熱帯モンスーン気候で雨季と乾季に分かれる。通常10月から3月までが雨季で、4月から9月までが乾季。近年雨季明けが遅れる傾向にある。

## 歴史
1658年、オランダ東インド会社はマナドに砦を作った。他のインドネシア東部地域と同様に、多数のマナド住民は、リーデル、シュバルツなどのオランダ人宣教師によってキリスト教化された。1830年ジャワ島の王子ディポヌゴロが、オランダ政府によってマナドに追放されてきた。1859年、イギリスの生物学者アルフレッド・ラッセル・ウォレスはマナドを訪れ、マナドを美しい街であると称賛した。
1919年、セルベス教皇県(Apostolic Prefecture) がこの街で設立した。1961年、マナド教区に昇格した。これらは第二次世界大戦中、連合国軍による爆撃によって甚大な被害を受けた。
太平洋戦争以前、日本の南洋庁によるパラオ統治により日本の企業が進出、マナドに支店を作った。多くは将来の南洋進出を視野に入れた国策会社であり、1937年の日本人会名簿には120名の記録があった。当時の領事館はマナドにあったが、現在はマカッサルにある在スラバヤ日本国総領事館在マカッサル領事事務所となっている。
太平洋戦争開戦後の1942年1月11日、蘭印作戦の一環として日本海軍落下傘部隊によって落下傘奇襲攻撃が行われ、ラゴワン空港及び周辺のミナハサ地域が占拠された。海軍の地上部隊はマナド港、及びケマより上陸、その足でラゴワンで合流、終戦まで駐留した。マナド周辺は海軍、トモホンからミナハサは陸軍が管轄した。なお、2月14日にはスマトラ島パレンバンの大油田地帯・飛行場に対し今度は日本陸軍落下傘部隊による攻撃が行われている（パレンバン空挺作戦）。

## 民族
ミナハサ族（マナド人）。また華人や日系人も居住する。

### 言語
ミナハサ族（マナド人）はマレー語の一種であるミナハサ語（マナド語）を話す。ミナハサ語はインドネシア語との共通点が多く、植民地時代の影響でオランダ語やポルトガル語の言葉が多く採用されている。一口にミナハサ族といっても、交通が発達するまでは、部落間の交流も少なかったようで、地域により言語が違う。

### 宗教
市民の大半はプロテスタント、街中に教会が多く存在する。近年、インドネシア政府の民族融合政策（または移民政策）により、ジャワ、スマトラのイスラム教徒が移住し始め、マナド市の中心地にもモスクが出現、イスラム化が進んでいる。

## 交通機関
サム・ラトゥランギ国際空港はマナド市内から13kmの所にある。ジャカルタ（スカルノハッタ国際空港）、シンガポール、ダバオからの直行便があり、ジャカルタからの一部の便とスラバヤからの便はマカッサル（ハサヌディン国際空港）やバリクパパン（スルターン・アジ・ムハンマド・スレイマン空港）を経由する。
マナド空港から市内までは、空港タクシーが便利、近年ブルーバードタクシーが進出し安心して乗車できる。マナド市内は、ミクロレットが便利だが急速な自動車社会の発展により、渋滞が常態化、
市内は密集する住宅で道路拡張も困難で、ミクロレットの整理、一方通行、外環道路の整備等で渋滞解消を目指しているが、困難である。

## 名所・名物・文化観光施設
マナドビーチ沿いのピエレ・テンデアンボレバード（Pierre Tendean Boulevard）大通りにはデパートや飲食店が立ち並ぶ。土産物店はジャランベウェ・ラピアン（Jalan BW Lapian）とパサージェンキ（Pasar Jenki）に集中している。パサーイカンクアラジェンキ（Pasar Ikan Kuala Jengki)は魚介類の市場。
マナドの名物料理はティヌトゥアン（マナドの野菜お粥、ブブルマナドとも）、パニキ（蝙蝠料理）、エルウェ（犬肉料理）、焼き豚、ナシクニン、ゴフ（パパイヤの酢の物）。バゲア（サゴクッキー）、ラランパ（餅米の中にツナのそぼろ）、パナダ（魚の揚げパン）。マナドの地酒はチャップティクスのサグエル（Cap Tikus、鼠印という意味）。辛味の調味料として「ダブダブ」がある。
- ブナケン島（スキューバ・ダイビング、スキンダイビング）
- 萬興宮（バンヒンキオン）インドネシア東部の最古寺院
- チトラランドのキリスト像

ブラジルのコルコバードのキリスト像に次ぐ巨大キリスト像。
- トモホン
- トンダノ湖

ミナハサ高原のほぼ中央に位置する淡水湖。周囲の田園は北スラウェシ州の穀倉地帯となっている。また淡水魚の養殖も近年盛んになり、湖畔に多くの淡水魚料理店が設置されるようになった。オランダ統治期には、多くのオランダ人の避暑地となっていた。この湖水は、戦時中日本軍により作られたアイルマディディ町の水力発電に利用されマナド市を経てセレベス海に至る。
- 北スラウェシ州立博物館
- バトゥピナベテガン（マナド人祖先の巨石文化の石）
- ワルガ（マナド人祖先のリーダー墓石）

### シーラカンス
1997年アメリカの生物学者が、マナドを訪れた際、パサールイカン（魚市場）で切り身になった正体不明の魚を見つけ、検査したところシーラカンスと判明。一躍有名になった。
また、シーラカンスに興味を持った福島県いわき市のアクアマリン水族館の関係者によって、水深約120mから200m付近でシーラカンスの生態がビデオでとらえられた。その後、海流から考察してパプア海域にもいると思われ、調査の結果、その存在が確認された。ちなみにアクアマリンでは、アフリカ大陸南東部に位置するコモロ諸島より取り寄せられたアフリカシーラカンスのホルマリン保存の標本が展示されている。

## 姉妹都市
- アロースター、マレーシア
- クアンタン、マレーシア
- コタキナバル、マレーシア
- コロール、パラオ
- セブ州、フィリピン
- ダバオ、フィリピン
- テグシガルパ、ホンジュラス